# Andor Kovach
Pour les articles homonymes, voir Kovach.
 (avril 2022).
Andor Kovách, né le 21 avril 1915 à Szászváros en Transylvanie et mort en 2005 à Lausanne, est un compositeur, chef d'orchestre et enseignant vaudois, d'origine roumaine.

## Biographie
Fils d'Aladar Kovách et d'Irène Achs, Andor Kovách est né dans une ancienne région de Hongrie aujourd'hui située à l'intérieur des frontières de la Roumanie. La famille Kovách est originaire de Szendrö près d’Eger. Andor Kovách est le frère d’Alain Kovách (1908-1979) connu comme écrivain dramatique tandis que sa sœur, Christine Arnothy, s'est distinguée comme romancière française.
En 1933, Andor Kovách obtient son baccalauréat latin-grec. Il hésite à cette époque à se tourner vers la peinture ou le théâtre. Il s'inscrit à la faculté de droit de Budapest sur le conseil de son père mais il opte définitivement pour la carrière musicale. En 1933, il entre à l'Académie Royale de musique Ferenc Liszt à Budapest où il travaille notamment le piano avec György Kosa, l'orgue avec Aladar Zalanffi et la direction avec Victor Vaszy. Il suit, pour la composition, les cours de Lajos Bardos puis ceux de Zoltán Kodály dont il devient l'assistant. De 1939 à 1940, il est élève privé en composition de Bela Bartok avant que ce dernier ne parte pour l'Amérique. En 1941, il termine ses études à l'Académie avec des diplômes de composition, de direction orchestrale et d'éducation musicale. Grâce à Kodály, il obtient une bourse d'études et part pour Vienne et Salzbourg où il parfait sa formation de chef d'orchestre avec Clemens Krauss puis H.Swarowsky en 1942.
En 1943, à l'âge de 28 ans, Andor Kovách écrit la musique de scène du drame d'A. Schwengeler Bibracte qu'il dirigera pendant toute une saison au Théâtre National de Budapest. En 1947, il est nommé professeur d'analyse et d'orchestration au Conservatoire national de musique de Sarrebruck en Allemagne. En 1950, il part pour le Brésil où il dirige l'Orchestre symphonique des jeunes de São Paulo. Il y occupe aussi un poste d'inspecteur de l'enseignement musical. En 1955, il revient en Europe et se fixe à Bruxelles où il fonde l'Orchestre national des Jeunesses musicales de Belgique avec lequel il fait de nombreuses tournées. En 1962, il quitte la Belgique et s'établit à Lausanne où il est appelé par Carlo Hemmerling comme professeur de composition, d'orchestration et de théorie au Conservatoire. Il quitte alors son activité de chef d'orchestre pour se consacrer uniquement à la composition. En 1964, Andor Kovách est lauréat du Prix de composition de la Reine Marie Josée avec son trio Deux mouvements pour violon, violoncelle et piano. Il enseignera au Conservatoire de Lausanne jusqu'en 1977. Andor Kovách est membre de l'Association des musiciens suisses depuis 1972 et l'année suivante il obtient la nationalité suisse. De 1978 à 1982, il est invité à enseigner la théorie musicale au Massachusetts Institute of Technology et au Conservatoire de Boston (USA).
Durant l'automne 1983, le compositeur s'installe à nouveau à Lausanne où il réside jusqu'à sa mort. Ses premiers rapports avec la Suisse remontent en 1959 quand Paul Sacher lui commande sa Troisième Symphonie puis, en 1961, sa Musique concertante pour orchestre à cordes. Plusieurs compositions d'Andor Kovách ont été données en première audition en Suisse. En 1966, la version radiophonique de son opéra Médée, sur un texte de Jean Anouilh, est dirigée par Jean-Marie Auberson. Ernest Ansermet, fondateur de l'Orchestre de la Suisse romande, créé en 1966 son Premier concerto pour piano et orchestre avec Béla Siki en soliste. En 1967, l'Orchestre de chambre de Lausanne (OCL) joue son Divertimento no 1pour orchestre sous la direction d'Arpad Gérecz. On doit aussi à l'OCL la création du Divertimento no 2 dirigée par le compositeur. En 1983, Armin Jordan, au pupitre de l'OCL, dirige De Profundis pour orchestre à cordes. En 1985, Arpad Gerecz dirige la création de son Concerto pour violon, piano et orchestre à cordes. Et en 1991, le Quatuor Sine Nomine inscrit à son répertoire le Quintette pour piano et cordes "Il faut imaginer Sisyphe heureux" (1989) d'après Albert Camus. Le catalogue des œuvres d'Andor Kovách, de plus de 135 opus, comprend 7 opéras: Meurtre dans la Cathédrale (1957), Médée (1960), Le Rendez-vous (1964), Le Bal des voleurs (1970), L'Apollon de Bellac (1972), Byzance (1984) et Zrinyi (1986), des œuvres pour orchestre, dont 4 symphonies et 5 concertos, de la musique de chambre, 5 cantates, des lieder, de la musique pour piano, des musiques de scène ainsi que des musiques de film. On lui doit aussi des recherches musicologiques sur les anciens psaumes et chants d'église de Hongrie et des études sur le folklore de son pays d'origine.
En 2005, un fonds Andor Kovách est créé à la Bibliothèque cantonale et universitaire - Lausanne.

## Sources
- « Andor Kovach », sur la base de données des personnalités vaudoises sur la plateforme « Patrinum » de la Bibliothèque cantonale et universitaire de Lausanne.
- Pierre-Philippe Collet, "Andor Kovách, compositeur", in:  Revue musicale de Suisse romande, 1986, N° 1, p. 28-33
- Antonin Scherrer, "Andor Kovách, compositeur, témoin d'un siècle de turbulences politiques et musicales", in:  Revue musicale de Suisse romande, 1999, N° 1, p. 47-53
- Jean-Louis Matthey, "La BCU de Lausanne hérite des œuvres et des archives d'Andor Kovách", in : Revue musicale suisse, 2005, N° 1, p. 14
- Jean-Louis Matthey, "Hommage à Andor Kovách", in: Schweizerische Blasmusikzeitung, 1991, 80, N° 20, p. 27.